# Katun (Poreč)
 Katun  (másképpen Katun Baderljanski olaszul: Cattuno) falu Horvátországban Isztria megyében. Közigazgatásilag Porečhez tartozik.

## Fekvése
Az Isztriai-félsziget nyugati részén, Poreč központjától 12 km-re keletre, a 302-es számú Poreč–Baderna főút és az A9-es autóút kereszteződésében fekszik.

## Története
A „cătun” latin eredetű szó, amely a egykor időszakos, a történeti forrásokba a 13. századtól említett pásztortelepülést jelentett és a Balkánon a vlachok és albánok között volt elterjedt. Vezetője a katunar volt, aki az igazgatási és a bírói hatalmat is gyakorolta. Az Isztrián összesen nyolc Katun nevű település van, többségük a félsziget középső részén az egykori Pazini Grófság területén helyezkedik el. Ezt az elnevezést és településformát a 17. században Dalmácia, Montenegró és Albánia török által fenyegetett területeiről betelepített pásztornépek hozták magukkal, amelyeket a járványok és háborúl által elpusztított korábbi lakosság helyére telepítettek le a fennhatóságuk alatt állt területekről a velencei hatóságok.
A falunak 1880-ban 162, 1910-ben 224 lakosa volt. Az első világháború után a rapallói szerződés értelmében Isztria az Olasz Királysághoz került. 1943-ban az olasz kapitulációt követően német megszállás alá került, mely 1945-ig tartott. A második világháború után a párizsi békeszerződés értelmében Jugoszlávia része lett. Jugoszlávia felbomlása után 1991-ben a független Horvátország része lett. 2011-ben 64 lakosa volt. Lakói a közeli Porečen dolgoznak, valamint mezőgazdasággal, turizmussal, vendéglátással foglalkoznak.

## Nevezetességei
A Kármelhegyi Boldogasszony tiszteletére szentelt templomát 1670-ben építették. Egyhajós épület, négyszög alaprajzú szentéllyel, melyet diadalív választ el a templom hajójától. Bejárata előtt loggia, homlokzata felett alacsony nyitott harangtorony áll. Fő ékessége az 1676-ban készített oltár Szűz Mária szobrával és nyolc másik szentet ábrázoló szoborral. Egykor a templom mellett bencés apátság állt.

## Lakosság
| Lakosság változása | Lakosság változása | Lakosság változása | Lakosság változása | Lakosság változása | Lakosság változása | Lakosság változása | Lakosság változása | Lakosság változása | Lakosság változása | Lakosság változása | Lakosság változása | Lakosság változása | Lakosság változása | Lakosság változása | Lakosság változása |
| ------------------ | ------------------ | ------------------ | ------------------ | ------------------ | ------------------ | ------------------ | ------------------ | ------------------ | ------------------ | ------------------ | ------------------ | ------------------ | ------------------ | ------------------ | ------------------ |
| 1857               | 1869               | 1880               | 1890               | 1900               | 1910               | 1921               | 1931               | 1948               | 1953               | 1961               | 1971               | 1981               | 1991               | 2001               | 2011               |
| 0                  | 0                  | 162                | 214                | 204                | 224                | 0                  | 0                  | 215                | 195                | 155                | 111                | 91                 | 66                 | 64                 | 64                 |